# 乌干达—韩国关系
乌干达－韩国关系（英語：Uganda–South Korea relations），是指乌干达與大韩民国兩國之間的關係。两国于1963年3月26日建交。韓國在坎帕拉设有駐乌干达大使館。而乌干达尚未在韩国开设大使馆，对韩国的相关事务由乌干达驻日大使馆兼轄。

## 政治合作
乌干达与韩国于1963年3月26日建交，同年7月18日，韩国在坎帕拉开设大使馆，期间一度于1994年裁撤。2011年，韩国重启驻乌干达大使馆，并兼辖建交但未派驻常任大使的南苏丹。此后两国关系得到了进一步的发展。
2013年，乌干达总统約韋里·穆塞韋尼首次访问了韩国，2016年，韩国总统朴槿惠开始其2013年执政以来首次访问乌干达，并与乌干达总统約韋里·穆塞韋尼举行峰会。韩国青瓦台发言人在峰会后表示，穆塞韦尼答应指示官员遵循联合国安理会制裁朝鲜决议，并中止与北韩在保安、军事和警察范畴的合作，改而加强与韩国的官方来往。乌韩两国亦签署了合作谅解备忘录，其中包括韩国援助乌干达开发农村合作协定、韩国参与投资15亿美元建造乌干达首间炼油厂计划等。
2019年起，乌干达政府表示将考虑在首尔开设常任驻韩国大使馆。

## 经贸往来
韓國视烏干達為在未來的經濟領域中與之合作的重点合作伙伴。乌干达年輕人口众多为其重要优势之一，除此之外，烏干達擁有豐富的石油資源，拥有较大的发展潛力。韩国企业也积极参与了在乌干达的投资建设项目。
2017年，韩、乌双边贸易额达到2,200万美元，其中韩国出口1,400万美元，从乌干达进口800万美元。主要从乌干达进口谷物、咖啡及蔬菜等农产品。
烏干達是韓國在官方發展援助合作中的優先合作夥伴之一。韩国国际协力团、韓國國際醫療保健財團等韓國政府機構已在烏干達設立了各自的辦事處，並正在實施各種政府开发援助項目，而數十個韓國非政府組織也在乌干达開展項目。韓國政府提供人道主義援助，為身为第三大難民收容國的乌干达提供難民救濟活動。韓国也参与援助了乌干达国内的道路和其他基礎設施建設，以加強夥伴關係和共贏合作。

## 军事合作
2013年，韩国向乌干达出口了价值32万美元防弹头盔和防弹衣，其后数年又向乌干达出口了手榴弹、闪光弹等武器。
2015年，韩国国防部将乌干达指定为防卫产业合作重点国家，并于同年8月向韩国驻乌干达大使馆派遣了武官。韩国也在乌干达派驻了韓光部队，以协助联合国南苏丹特派团恢复南苏丹的和平秩序。